# 阿部知二
阿部 知二（あべ ともじ、1903年（明治36年）6月26日 - 1973年（昭和48年）4月23日）は、日本の小説家・英文学者・翻訳家。

## 人物
1903年（明治36年）6月26日、岡山県勝田郡湯郷村大字中山（現・美作市中山）に出生。父は阿部良平、母はもりよ。次男。中学教師であった父の赴任により、生後2ヶ月で島根県大社町に移り、さらに9歳のとき姫路市坊主町（ぼうずまち）に移る。旧制姫路中学（現・姫路西高校）を5年制のところを4年で修了し、旧制第八高等学校（現・名古屋大学）文科甲類（英文学科）、東京帝国大学（現・東京大学）英文学科を卒業。兄・公平の影響で文学に近づき、短歌を学んで島木赤彦に接し、またトルストイやチェーホフを愛読する。東京帝大時代にはじめての小説「化生」を大学の文芸部の雑誌『朱門』に発表し、その後、小説を中心に取り組む。1930年（昭和5年）、27歳で雑誌『新潮』に「日独対抗競技」を発表してデビュー。同年、「主知的文学論」を発表、また結婚する。『文学界』1936年（昭和11年）1月 - 10月に発表し同年12月に刊行された『冬の宿』が代表作となる。『日本評論』1938年（昭和13年）9月 - 1939年（昭和14年）8月に『風雪』を連載し同年9月に刊行。その後も小説や翻訳を発表し、明治大学教授として英文学を講じる。1941年（昭和16年）『白鯨』を初めて訳し、これが翻訳の代表作となる。
第二次世界大戦後、1950年（昭和25年）8月18日、北村喜八とともに第22回国際ペンクラブ大会に戦後始めて代表として出席。
1953年（昭和28年）8月、女子寄宿舎を描いた長編『人工庭園』を発表。1954年（昭和29年）2月、同名の作品集（大日本雄弁会講談社）を刊行。『人工庭園』は木下惠介監督よって『女の園』のタイトルで映画化され、同年3月に公開された。そして1954年度キネマ旬報ベストテンで2位を記録した。
翻訳も活発に行い、「世界文学全集」（河出書房新社）の編者として翻訳界の盟主の観があった。創元推理文庫（東京創元社）版シャーロック・ホームズシリーズ（1960年版 創元ホームズ）の最初の訳者としても知られる（ただし現行出版の創元推理文庫版ホームズは深町真理子訳版の「2010年新訳版 創元ホームズ」に差し替えられている）。『捕囚』の口述筆記中に、1973年（昭和48年）4月23日、東京都中央区築地の国立がんセンターにおいて、食道癌のため死去。69歳。河出書房新社より『全集』全13巻が出された。
長男は阿部良雄（フランス文学者、東京大学名誉教授）、次男は阿部信雄（1948-、美術評論家・元ブリヂストン美術館学芸部長）、従兄は木村毅（作家）。

## 作品

### 小説
- 『恋とアフリカ 短篇集』（新潮社、新興芸術派叢書) 1930
- 『海の愛撫』（新潮社） 1930
- 『冬の宿』（第一書房） 1936
のち新潮文庫、角川文庫、岩波文庫
- 『幸福』（河出書房、書きおろし長篇小説叢書) 1937
- 『幻影』（版画荘） 1937
- 『北京 長編』（第一書房） 1938
のち角川文庫
- 『微風』（創元社） 1939
- 『光と影』（新潮社） 1939
- 『街』（新潮社） 1939
のち角川文庫
- 『風雪』（創元社） 1939
のち角川文庫
- 『朝霧』（新潮社） 1940
のち角川文庫
- 『旅人』（創元社） 1941
- 『たをやめ』（新潮社） 1941
- 『孤愁』（利根書房） 1941
- 『道』（新潮社） 1941
- 『貴族』（文芸社） 1946
- 『青葉』（山根書店） 1947
- 『草原の午後』（洋々書房） 1947
- 『大河』（新潮社） 1947
- 『うつせみ』（洋々書房） 1947
- 『わかもの』（高島屋出版部） 1947
- 『死の花』（新文藝社） 1947
- 『夜の人』（実業之日本社） 1948
- 『緑衣』（山根書店） 1948
- 『城 田舎からの手紙』（創元社） 1949
- 『月光物語』（大丸出版社） 1949
- 『新聞小僧』（講談社） 1949
- 『黒い影』（細川書店） 1949
のち新潮文庫
- 『生きるために』（新潮社） 1950
- 『砂丘』（中央公論社） 1950
- 『小夜と夏世』（池田書店） 1951
- 『漂泊』（創元社） 1951
- 『阿部知二作品集』全5巻 （河出書房） 1952 - 1953
- 『人工庭園』（大日本雄弁会講談社） 1954
- 『朝の鏡』（朝日新聞社） 1954
- 『沈黙の女』（東方社） 1954
- 『花と鎖』（角川書店） 1954
- 『兄と妹』（東方新書） 1955
- 『河岸落日』（東方新書） 1956
- 『青い森』（大日本雄弁会講談社） 1956
- 『夜のなげき』（鱒書房、コバルト新書) 1956
- 『雅歌』（宝文館） 1957
- 『日月（じつげつ）の窓』（講談社） 1959
- 『花を踏む』（東方社） 1960
- 『白い塔』（岩波書店） 1963
- 『捕囚』（河出書房新社） 1973
- 『阿部知二全集』全13巻 （河出書房新社） 1974 - 1975
- 『未刊行著作集 13』（白地社） 1996

### 評論
- 『主知的文学論』（厚生閣書店、現代の藝術と批評叢書）1930
- 『文学の考察』（紀伊国屋出版部） 1934
- 『メルヴィル』（研究社、英米文学評伝叢書）1934
- 『バイロン』（研究社、英米文学評伝叢書）1937
- 『文学論集』（河出書房） 1938
- 『文学論』（河出書房、学生文庫） 1939
- 『文学のこころ』（古今書院） 1941
- 『火の島 ジャワ・バリ島の記』（創元社） 1944
のち中公文庫 1992
- 『抒情と表現』（養徳社） 1948
- 『文学入門』（河出書房） 1951
- 『ヨーロッパ紀行』（中央公論社） 1951
- 『世界文学への道』（養徳社） 1951
- 『現代の文学』（新潮社、一時間文庫）1954
- 『我が胸は自由 ブロンテ姉妹の生涯と芸術』（朝日新聞社、朝日文化手帖) 1954
- 『歴史のなかへ』（大月新書） 1955
- 『小説の読み方』（至文堂） 1955
- 『夜明けに進む女性』（大日本雄弁会講談社、ミリオン・ブックス）1956
- 『ブロンテ姉妹』（研究社出版、新英米文学評伝叢書)　1957
- 『女性・文学・人生』（彌生書房） 1958
- 『現代知性全集2　阿部知二集』（日本書房） 1958
- 『世界文学の流れ』（河出書房新社） 1963、改訂版1971、新版1989
- 『良心的兵役拒否の思想』（岩波新書） 1969
- 『求めるもの 変動する世界と知性の試練』（勁草書房） 1970
- 『文学と人生』（日本書房） 1971

### 翻訳
- 『ウオタ・ベビ / イワンの馬鹿』（キングスレ / トルストイ、改造社、世界大衆文学全集、1931
「ウオタ・ベビ」はのち『水の子』（岩波少年文庫）
- 『小説の構成』（イー・エム・フォースタ、研究社） 1932
- 『批評』（アレグザンダ・ポウプ、研究社） 1933
- 『獄中記』（オスカー・ワイルド、岩波文庫） 1935
- 『緑の木蔭』（トマス・ハーデイ、岩波文庫） 1936
- 『詩と恋愛』（シエリイ、第一書房） 1936
- 『風に散りぬ』（マーガレツト・ミチエル、訳編、河出書房）　1938
- 『新訳バイロン詩集』（バイロン、新潮社）1938
のち新潮文庫
- 『お気に召すまま』（シェイクスピア、岩波文庫） 1939
- 『最後の清教徒』（ヂョージ・サンタヤーナ、鵜飼長寿共訳、河出書房） 1939 - 1941
- 『農民 第2部』（レイモント、第一書房） 1939
- 『少女シリヤ』（シッランパァ、中央公論社） 1940
- 『白鯨 第1部 / リジイア』（ハーマン・メルヴィル / E.A.ポウ、河出書房、新世界文学全集01） 1941
- 『英文学の主流』（エドマンド・ブランデン、尾上政次共訳、大阪教育図書） 1948
- 『アーサー王物語』（広島図書、銀の鈴文庫)　1950
- 『白鯨』第2 - 第3巻（メルヴイル、筑摩書房） 1950 - 1955
のち岩波文庫
- 『二都物語』（ディケンズ、筑摩書房、中学生全集） 1951
- 『ロビンソン・クルーソー』（デフォー、岩波少年文庫） 1952
- 『家族ロビンソン』（ウィース、講談社） 1952
- 『南の夢』（リチャード・メイソン(Richard Mason)、胡桃正樹共訳、英宝社） 1952
- 『ウィーンの子ら』（ロベルト・ノイマン(Robert Neumann)、岩波新書） 1952
- 『若く逝きしもの』（Nuorena nukkunut、シランパア、筑摩書房） 1953
- 『憩いなき日々 若き女性の自画像』（リロ・リンケ(Lilo Linke)、安田たきゑ共訳、和光社） 1953
- 『シェイクスピア物語 / 幸福の王子』（ラム / オスカー・ワイルド、創元社、世界少年少女文学全集） 1954
- 『偉大なる道 朱徳の生涯とその時代』（スメドレー、岩波書店） 1955
のち岩波文庫
- 『荒野の呼び声』（ジャック・ロンドン、創元社、世界少年少女文学全集） 1955
- 『ジェイン・エア』（シャーロット・ブロンテ、講談社） 1955
- 『あたりまえの女たち 世界の母親の記録』（モニカ・フェルトン(Monica Felton)、岩波新書） 1957
- 『銀星号事件』（コナン・ドイル、麦書房） 1958
- 『シャーロック・ホームズの生還 / ホームズの最後のあいさつ』（ドイル、河出書房新社、世界文学全集） 1958
のち創元推理文庫
- 『解放の囚人 中国革命にまきこまれたアメリカ人夫婦』（上・下）（アリン&アディール・リケット(W. Allyn & Adele Rickett)、岩波新書） 1958
- 『宝島』（スチーブンソン、講談社、少年少女世界文学全集） 1959
　のち岩波文庫
- 『トム・ソーヤーの冒険』（マーク・トウェイン、講談社、少年少女世界文学全集） 1959
- 『緋色の研究 / 四人の署名 / バスカヴィル家の犬 / 恐怖の谷』（ドイル、河出書房新社、世界文学全集） 1959
のち角川文庫、創元推理文庫
- 『空からきた女』（リチャード・メイソン(Richard Mason)、胡桃正樹共訳、英宝社） 1959
- 『チベット』（上・下）（アラン・ウイニントン(Alan Winnington)、岩波新書） 1959
- 『シャーロック・ホームズの冒険』（コナン・ドイル、創元推理文庫） 1960
- 『回想のシャーロック・ホームズ』（コナン・ドイル、創元推理文庫） 1960
- 『シャーロック・ホームズの生還』（コナン・ドイル、創元推理文庫） 1960
- 『シャーロック・ホームズの最後のあいさつ』（コナン・ドイル、創元推理文庫） 1960
- 『嵐が丘』（エミリ・ブロンテ、岩波文庫） 1960 - 1961
- 『ジャングル・ブック』（キップリング、小学館） 1961
- 『月と六ペンス』（モーム、河出書房新社、世界文学全集） 1961
のち岩波文庫
- 『寓話』（A Fable、フォークナー、岩波書店） 1961
のち岩波文庫
- 『文学と人間像』（プリーストリー、小野協一・大橋健三郎・野崎孝・皆河宗一共訳、筑摩書房、世界文学大系） 1962
- 『覆面の騎士』（スコット、講談社） 1963
- 『高慢と偏見』（ジェイン・オースティン、河出書房新社、世界文学全集） 1963
のち河出文庫
- 『トムおじの小屋』（ストー夫人、講談社、少年少女新世界文学全集） 1964
- 『エマ』（オースティン、中央公論社、世界の文学） 1965
のち中公文庫
- 『子鹿物語』（ローリングス、講談社、少年少女新世界文学全集） 1965
- 『シートン動物記』全5巻 （アーネスト・トンプソン・シートン、講談社） 1965
- 『ウェルズSF傑作集1』（H・G・ウェルズ、創元推理文庫） 1965
- 『ウェルズSF傑作集2』（H・G・ウェルズ、創元推理文庫） 1970
- 『ラーマーヤナ』（ヴァールミーキ、河出書房新社、世界文学全集） 1966
- 『世界史概観』(上・下）（A Short History of the World、H・G・ウェルズ、長谷部文雄共訳、岩波新書） 1966
- 『死の商人ザハロフ』（ドナルド・マコーミック(Donald MacCormick)、筑摩書房、現代世界ノンフィクション全集） 1967
- 『パリの家』（The House in Paris、エリザベス・ボウエン、阿部良雄共訳、集英社、世界文学全集・20世紀の文学） 1967
- 『銀色のしぎ』（The Silver Curlew、エリナ・ファージョン、講談社） 1968
- 『説きふせられて』（オースティン、河出書房、世界文学全集） 1968
- 『金の足のベルタ』（エリナー・ファジョン、講談社） 1969
- 『テス』（ハーディ、中央公論社、世界の文学） 1969
- 『旧約聖書物語』（ウォルター・デ・ラ・メア、岩波書店） 1970
のち岩波少年文庫
- 『ヒロシマの花』（The Flowers of Hiroshima、エディタ・モリス、朝日新聞社） 1971

## 英文学の講義を行った大学
- 明治大学
- 東北大学
- 文化学院
- 同志社大学

## その他の功績
兵庫県立姫路西高等学校（彼の母校、旧制姫路中学の新制下での学校）の校歌作詞を依頼され、「友にあたう」と題する校歌を作詞する。作曲は山田耕筰。1952年（昭和27年）。
1952年（昭和27年）の血のメーデー事件において、姫路中学の後輩・黒岩敏郎が被告人となり、彼の依頼を受けて特別弁護人として法廷に立った。

## 映画化作品
- 「冬の宿」 東宝 1938　監督:豊田四郎 脚本:八田尚之 出演:勝見庸太郎 水町庸子 原節子
- 「街」 東宝　1939 演出:山本薩夫 脚色:八住利雄 出演:大日方伝 原節子 霧立のぼる 徳川夢声
- 「光と影」 東宝　1940 演出・脚本:島津保次郎 出演:大日方伝 水町庸子 原節子 堤真佐子 汐見洋 丸山定夫
- 「炎の肌」 大映 1951　監督:久松静児 脚本:八住利雄　出演:三條美紀 宇佐美淳 山村聡 久我美子 根上淳 菅原謙二
- 「女の園」 松竹　1954
- 「朝霧」 東宝 1955　監督:丸山誠治 脚本:猪俣勝人 出演:久保明 岡田茉莉子 青山京子 杉葉子 志村喬
- 「喜劇 金の実る樹に恋が咲く」 松竹　1961 監督:福田晴一 脚本:椎名利夫,津久田一正 出演:三上真一郎 伴淳三郎 倍賞千恵子 峯京子 三井弘次